# 休止期脫髮
休止期脫髮，又稱靜止期脫髮、壓力性掉髮(Telogen effluvium)，乃指人體毛髮提早進入休止期而造成短時間內大量脫落的情形 。此種情況可能會發生在身體任何部位的毛髮，但由於掉髮比其它部位的脫毛更容易注意到，因此許多診斷都是以頭髮掉落為主要症狀。

## 病理
毛髮生長週期分為三個階段：生長期、退行期和休止期。健康人的頭髮會在生長期停留2-3年（或更長），退行期約2-3週，休止期約2-3個月後脫落，並由新生毛髮代替。然而，在身體受到刺激時，大量毛髮，包括那些本來還在生長期的毛髮在內，會突然提前進入休止期，造成頭髮早於平時脫落。

## 症狀
休止期脫髮的主要症狀為瀰漫性脫髮，亦即掉髮沒有特定形狀，也沒有某個區塊全禿。患者主訴在梳洗頭髮時發現掉髮比平時嚴重，睡覺醒來時枕頭上也有大把頭髮，甚至輕拉頭髮就有好幾根脫落。患者也會抱怨自己的髮量比從前稀薄，大多數病患沒有髮際後撤現象，頭皮也不會有瘢痕或感染等情況。雖然休止期脫髮不會造成患者完全性的禿頭，但部分病例的患者髮量對比脫髮前明顯變得稀疏。

## 成因
休止期脫髮的成因多樣，普遍而言是身體或精神遭受到嚴重刺激壓力後產生。由於毛髮從進入休止期到實際脫落需要2-3個月的時間，因此休止期脫髮通常不會在受激後立即出現，而是在受到刺激的2-3個月後才會有大量落髮的情形。分娩、高熱、慢性疾病、營養不良（飲食不均衡、短時間內大幅度減重等）、大手術、身體創傷、失血、嚴重精神壓力、甲狀腺功能低下、藥物影響等，都會促使身體作出應激反應，造成休止期脫髮。

## 治療
由於休止期掉髮是自限性的，在誘發主因停止後，毛髮會在3-6個月內自然恢復正常的生長周期。因此，當休止期脫髮確診後，醫師首先會安撫病人，當病患知道自己的脫髮是可逆轉而不會造成禿頭時，他們會比較安心。其次的治療都是輔助和慰藉性質，醫生可能會開綜合維他命或米諾地爾促進毛髮生長，以及定期複診以追蹤頭髮和頭皮的情況。雖然如此，如果引起掉髮的刺激誘因持續存在，例如營養不良或藥物使用沒有得到妥善的控制，那麼休止期脫髮還是會持續或反覆發生。